# Joaquim Pujol i Oliveras
Joaquim Pujol i Oliveras (Badalona, 1873-1937), àlies «Castellets», va ser un fabricant i polític badaloní, militant de la Lliga Regionalista. Va ser alcalde de Badalona entre 1919 i 1923.

## Alcaldia
La dimissió de la corporació precedent, presidida per Jaume Martí i Cabot, pels fets de la vaga de la Cros de l'estiu de 1918 es feu efectiva l'1 de novembre de 1918. El Governador Civil va nomenar un Ajuntament interí, del qual Pujol en va esdevenir alcalde, realitzant la primera reunió de consistori el 5 de febrer de l'any següent. Les eleccions del 8 de febrer de 1920 van tenir un resultat d'11 candidats de Conjunció Badalonina, de dretes, i 6 de la Coalició Republicana, d'esquerres. L'1 d'abril es constituïa el nou consistori, al capdavant del qual va continuar Pujol.
El seu consistori va estar marcat per una forta tensió social des del món obrer a partir de 1919, provocada per la baixada del sector industrial i de les exportacions en perdre's el mercat europeu després de la Primera Guerra Mundial i que donarien pas a l'època del pistolerisme, que també afectà a Badalona. Malgrat aquesta situació, a nivell cultural sorgeixen fites com la creació de l'Orfeó Badaloní, de la mà de músics locals com Antoni Botey i Badia, que va ser presentat en públic al Teatre Zorrilla el 29 de maig en sessió íntima als socis.
Durant la seva alcaldia també s'acordaren noves obres, en un primer cas amb la Mancomunitat de Catalunya, la construcció de la carretera de Badalona a Montcada i Reixac a través de Canyet i la Vallençana; i el camí de Santa Coloma de Gramenet fins a Sant Jeroni de la Murtra, per la torre Pallaresa. També es van beneir de forma solemne els terrenys del nou cementiri.
Després de les eleccions del 5 de febrer de 1922, va ser reelegit com a alcalde pel Ple de l'Ajuntament. De majoria regionalista, el consistori va acordar el 18 d'octubre la següent proposició respecte a la concepció que tenien de Catalunya: «declarando el hecho de Cataluña nación, recabando el derecho de regirse por gobiernos propios y declarando anhelo popular esta inmediata aspiración».
El 14 de març de 1922 abandona el seu càrrec per suspensió de l'Ajuntament per part del Govern Civil, amb motiu d'anomalies observades en la gestió del consistori. Va ser nomenat en el seu lloc Jaume Martí i Cabot. El maig de 1923 va ser processat i ingressat a la Presó Model el 18 de novembre amb la instauració del Directori militar durant la Dictadura de Primo de Rivera, dins d'un clima d'hostilitat respecte a la Lliga, distanciada de la dictadura per la seva postura anticatalanista.